# Дмитренківська ГЕС
Дмитренківська ГЕС — мала гідроелектростанція, розташована на річці Соб у с. Дмитренки, Гайсинського району, Вінницькій області.

## Історія

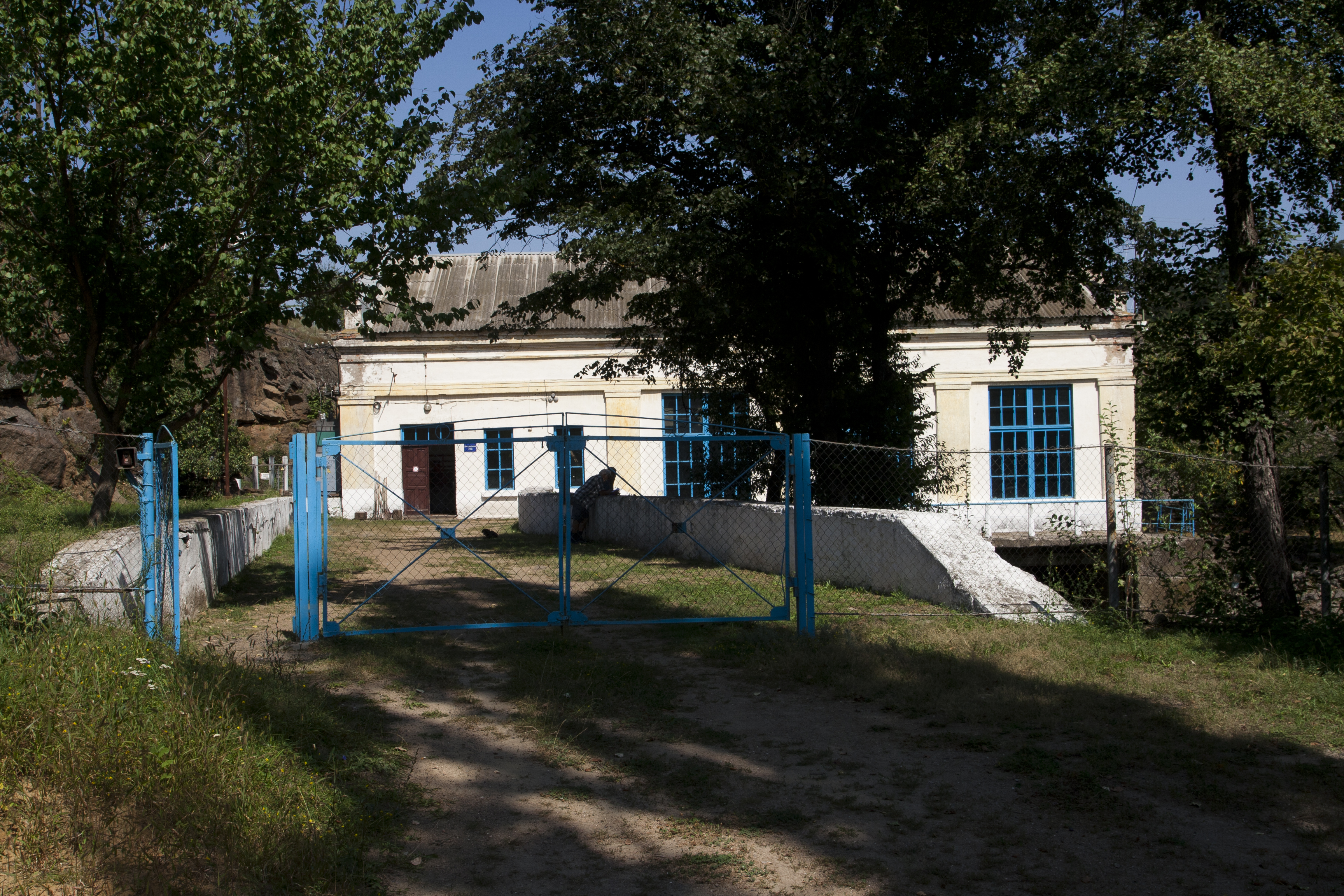

Станція введена в експлуатацію у 1953 році та безперервно працює до теперішнього часу.

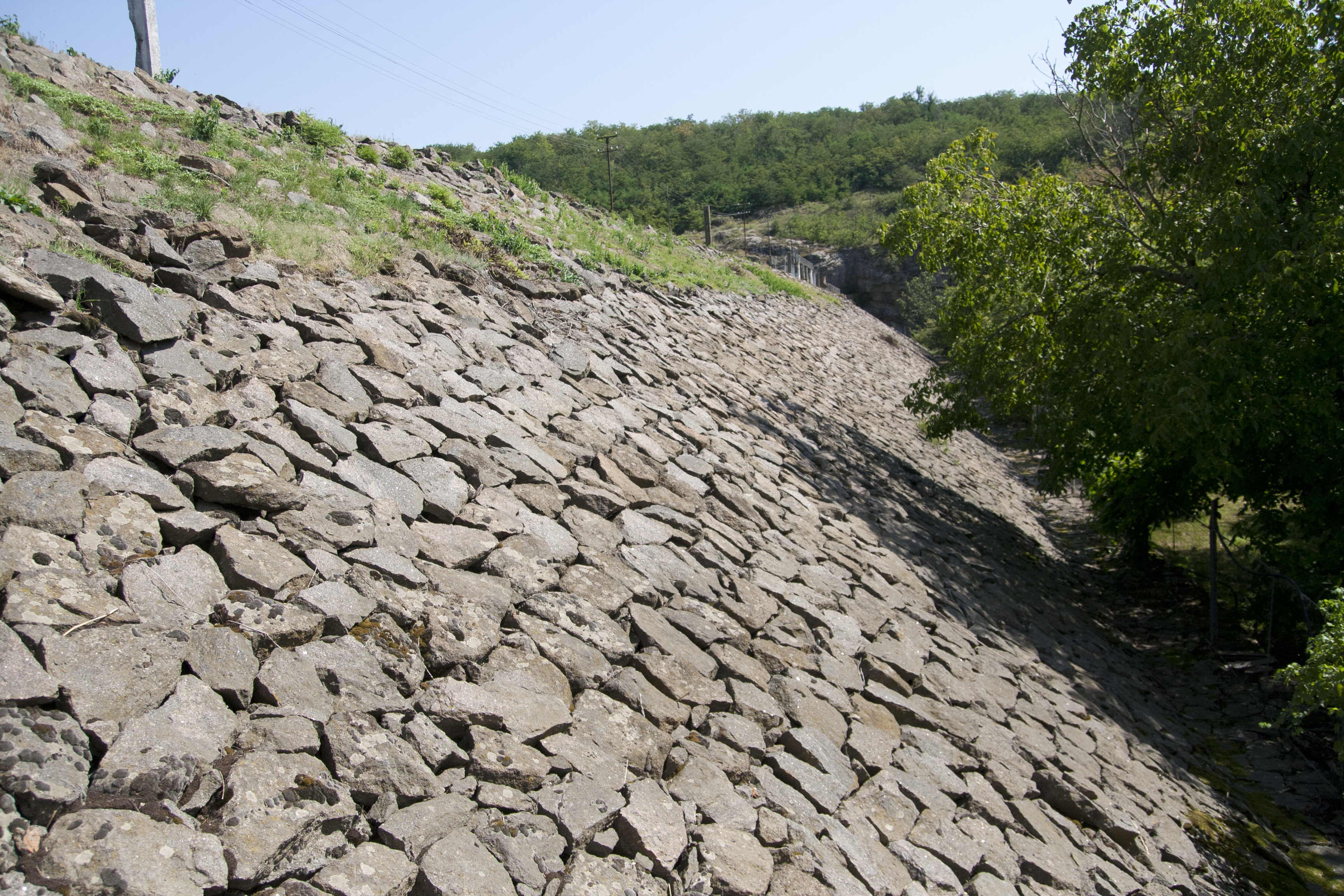

Характеристика. Станція підключена до Єдиної Енергосистеми України та експлуатується 12 місяців на рік. Встановлена потужність 520 кВА. Тип ГЕС – пригреблева.
До складу гідросилового обладнання входить:
- горизонтальні гідротурбіни Френсіс фірми «Фойт» — 3 шт.;
- горизонтальні гідрогенератори типу СГ-250-300 — 3 шт.

До складу споруд входить:
- будівля ГЕС з відвідним каналом;
- глуха гребля змішаного типу;
- водоскид.

Характеристика глухої греблі:
- матеріал — змішаний (камінь, глина, пісок);
- будівельна висота — 13,5 м;
- довжина по гребню — 126,0 м.

- ширина по верху — 6,5 м.